# Carlos Olascuaga
Carlos Olascuaga, est un footballeur péruvien, né le 21 septembre 1991 à Tayabamba au Pérou. Son poste de prédilection est celui d'attaquant.

## Biographie
Olascuaga est natif du village de Tayabamba et y vit jusqu'à l'âge de ses cinq ans. À 14 ans, il s'installe à Lima avec sa famille où il commence le football au sein du célèbre Universitario de Deportes. Il y joue dans les différentes catégories de jeunes avant de partir chez le voisin et rival de l'Alianza Lima où il fait ses débuts professionnels le 26 juillet 2008, face au Coronel Bolognesi, en remplacement de Nicolas Nieri.
En janvier 2011, il est prêté à Cienciano, où il gagne sa place de titulaire auprès de l'entraîneur argentin Marcelo Trobbiani. L'année suivante, il est transféré à l'Universitario de Deportes, son club formateur, avec lequel il remporte le championnat du Pérou en 2013. En septembre de la même année, une fracture du péroné le fait quitter prématurément le championnat péruvien. Mais grâce à une excellente condition physique, il reprend le chemin des terrains dès 2014.
En juillet 2014, il est prêté à l'Académica de Coimbra au Portugal. Il y joue très peu et manifeste son intention de quitter le club en raison de problèmes financiers. En janvier 2015, il résilie son contrat avec le club portugais pour rejoindre le Juan Aurich évoluant en 1re division péruvienne.

## Palmarès
| Universitario de Deportes - Championnat du Pérou (1) : - Champion : 2013. |  | Universidad César Vallejo - Championnat du Pérou D2 : - Vice-champion : 2017. |

## Statistiques

### Statistiques générales
| Saison                | Club                  | Championnat            | Championnat | Championnat | Coupe(s) nationale(s) | Coupe(s) nationale(s) | Compétition(s) continentale(s) | Compétition(s) continentale(s) | Compétition(s) continentale(s) | Total | Total |
| Saison                | Club                  | Division               | M.          | B.          | M.                    | B.                    | Comp.                          | M.                             | B.                             | M.    | B.    |
| 2008                  | Alianza               | Torneo Descentralizado | 3           | 0           | 0                     | 0                     | -                              | -                              | -                              | 3     | 0     |
| 2009                  | Alianza               | Torneo Descentralizado | 2           | 0           | 0                     | 0                     | -                              | -                              | -                              | 2     | 0     |
| 2010                  | Alianza               | Torneo Descentralizado | 1           | 0           | 0                     | 0                     | -                              | -                              | -                              | 1     | 0     |
| Sous-total            | Sous-total            | Sous-total             | 6           | 0           | 0                     | 0                     | -                              | 0                              | 0                              | 6     | 0     |
| 2011                  | Cienciano             | Torneo Descentralizado | 22          | 4           | 0                     | 0                     | -                              | -                              | -                              | 22    | 4     |
| Sous-total            | Sous-total            | Sous-total             | 22          | 4           | 0                     | 0                     | -                              | 0                              | 0                              | 22    | 4     |
| 2012                  | Universitario         | Torneo Descentralizado | 21          | 0           | 0                     | 0                     | -                              | -                              | -                              | 21    | 0     |
| 2013                  | Universitario         | Torneo Descentralizado | 32          | 3           | 0                     | 0                     | -                              | -                              | -                              | 32    | 3     |
| 2014                  | Universitario         | Torneo Descentralizado | 6           | 1           | 8                     | 0                     | CL                             | 5                              | 0                              | 19    | 1     |
| Sous-total            | Sous-total            | Sous-total             | 59          | 4           | 8                     | 0                     | -                              | 5                              | 0                              | 72    | 4     |
| 2014-2015             | Académica             | Primeira Liga          | 4           | 0           | 1                     | 1                     | -                              | -                              | -                              | 5     | 1     |
| 2015-2016             | Académica             | Primeira Liga          | 0           | 0           | 0                     | 0                     | -                              | -                              | -                              | 0     | 0     |
| Sous-total            | Sous-total            | Sous-total             | 4           | 0           | 1                     | 1                     | -                              | 0                              | 0                              | 5     | 1     |
| 2016                  | Juan Aurich           | Torneo Descentralizado | 20          | 2           | 0                     | 0                     | -                              | -                              | -                              | 20    | 2     |
| Sous-total            | Sous-total            | Sous-total             | 20          | 2           | 0                     | 0                     | -                              | 0                              | 0                              | 20    | 2     |
| 2016                  | UCV                   | Torneo Descentralizado | 12          | 1           | 0                     | 0                     | -                              | -                              | -                              | 12    | 1     |
| 2017                  | UCV                   | Segunda División       | 23          | 7           | 1                     | 0                     | -                              | -                              | -                              | 24    | 7     |
| Sous-total            | Sous-total            | Sous-total             | 35          | 8           | 1                     | 0                     | -                              | 0                              | 0                              | 36    | 8     |
| 2018                  | Sport Rosario         | Torneo Descentralizado | 37          | 6           | 0                     | 0                     | CS                             | 2                              | 0                              | 39    | 6     |
| Sous-total            | Sous-total            | Sous-total             | 37          | 6           | 0                     | 0                     | -                              | 2                              | 0                              | 39    | 6     |
| 2019                  | Sport Boys            | Liga 1                 | 5           | 0           | 0                     | 0                     | -                              | -                              | -                              | 5     | 0     |
| Sous-total            | Sous-total            | Sous-total             | 5           | 0           | 0                     | 0                     | -                              | 0                              | 0                              | 5     | 0     |
| 2019                  | Universitario         | Liga 1                 | 6           | 0           | 2                     | 0                     | -                              | -                              | -                              | 8     | 0     |
| Sous-total            | Sous-total            | Sous-total             | 6           | 0           | 2                     | 0                     | -                              | 0                              | 0                              | 8     | 0     |
| 2020                  | Ayacucho FC           | Liga 1                 | 23          | 7           | 0                     | 0                     | -                              | -                              | -                              | 23    | 7     |
| 2021                  | Ayacucho FC           | Liga 1                 | 14          | 1           | 1                     | 0                     | CL                             | 1                              | 0                              | 16    | 1     |
| 2022                  | Ayacucho FC           | Liga 1                 | 13          | 0           | 0                     | 0                     | CS                             | 2                              | 0                              | 15    | 0     |
| 2023                  | Deportivo Municipal   | Liga 1                 | 11          | 1           | 0                     | 0                     | -                              | -                              | -                              | 11    | 1     |
| Sous-total            | Sous-total            | Sous-total             | 61          | 9           | 1                     | 0                     | -                              | 3                              | 0                              | 65    | 9     |
| Total sur la carrière | Total sur la carrière | Total sur la carrière  | 255         | 33          | 13                    | 1                     | -                              | 10                             | 0                              | 278   | 34    |

### Matchs en coupes continentales
| Matchs | Date            | Stade                                      | Adversaire          | Résultat | Minutes | Compétition            | Buts | Tour                             | Club          |
| ------ | --------------- | ------------------------------------------ | ------------------- | -------- | ------- | ---------------------- | ---- | -------------------------------- | ------------- |
| 1      | 12 février 2014 | Estadio Monumental, Lima                   | Vélez Sarsfield     | 0 – 1    | 45 min  | Copa Libertadores 2014 | 0    | Deuxième tour - Phase de groupes | Universitario |
| 2      | 20 février 2014 | Estadio Hernando Siles, La Paz             | The Strongest       | 1 – 0    | 83 min  | Copa Libertadores 2014 | 0    | Deuxième tour - Phase de groupes | Universitario |
| 3      | 14 mars 2014    | Estadio Monumental, Lima                   | Atlético Paranaense | 0 – 1    | 45 min  | Copa Libertadores 2014 | 0    | Deuxième tour - Phase de groupes | Universitario |
| 4      | 20 mars 2014    | Estádio Durival de Brito e Silva, Curitiba | Atlético Paranaense | 3 – 0    | 21 min  | Copa Libertadores 2014 | 0    | Deuxième tour - Phase de groupes | Universitario |
| 5      | 28 mars 2014    | Estadio Monumental, Lima                   | The Strongest       | 3 – 3    | 8 min   | Copa Libertadores 2014 | 0    | Deuxième tour - Phase de groupes | Universitario |
| 6      | 20 février 2018 | Estadio Rosas Pampa, Huaraz                | CA Cerro            | 0 – 0    | 27 min  | Copa Sudamericana 2018 | 0    | Premier tour                     | Sport Rosario |
| 7      | 7 mars 2018     | Estadio Luis Tróccoli, Montevideo          | CA Cerro            | 2 – 0    | 30 min  | Copa Sudamericana 2018 | 0    | Premier tour                     | Sport Rosario |
| 8      | 16 mars 2021    | Estadio Olímpico Atahualpa, Quito          | Grêmio              | 1 – 2    | 23 min  | Copa Libertadores 2021 | 0    | Deuxième tour préliminaire       | Ayacucho FC   |
| 9      | 19 mai 2022     | Estadio Inca Garcilaso de la Vega, Cuzco   | Everton             | 0 – 2    | 90 min  | Copa Sudamericana 2022 | 0    | Premier tour                     | Ayacucho FC   |
| 10     | 26 mai 2022     | Estádio do Morumbi, São Paulo              | São Paulo FC        | 1 – 0    | 45 min  | Copa Sudamericana 2022 | 0    | Premier tour                     | Ayacucho FC   |